# Margarinotus ventralis
Margarinotus ventralis är en skalbaggsart som först beskrevs av Sylvain Auguste de Marseul 1854.  Margarinotus ventralis ingår i släktet Margarinotus och familjen stumpbaggar. Arten är reproducerande i Sverige. Inga underarter finns listade i Catalogue of Life.